# Thusnelda
Thusnelda était une princesse germanique de la nation des Chérusques née en 10 av. J.-C. et décédée à une date inconnue, après l'an 17.
Elle est la fille du prince Ségeste, allié des Romains, et l'épouse de Caius Julius Arminius, de la même nation, chef de la révolte des Germains contre Rome.

## Biographie

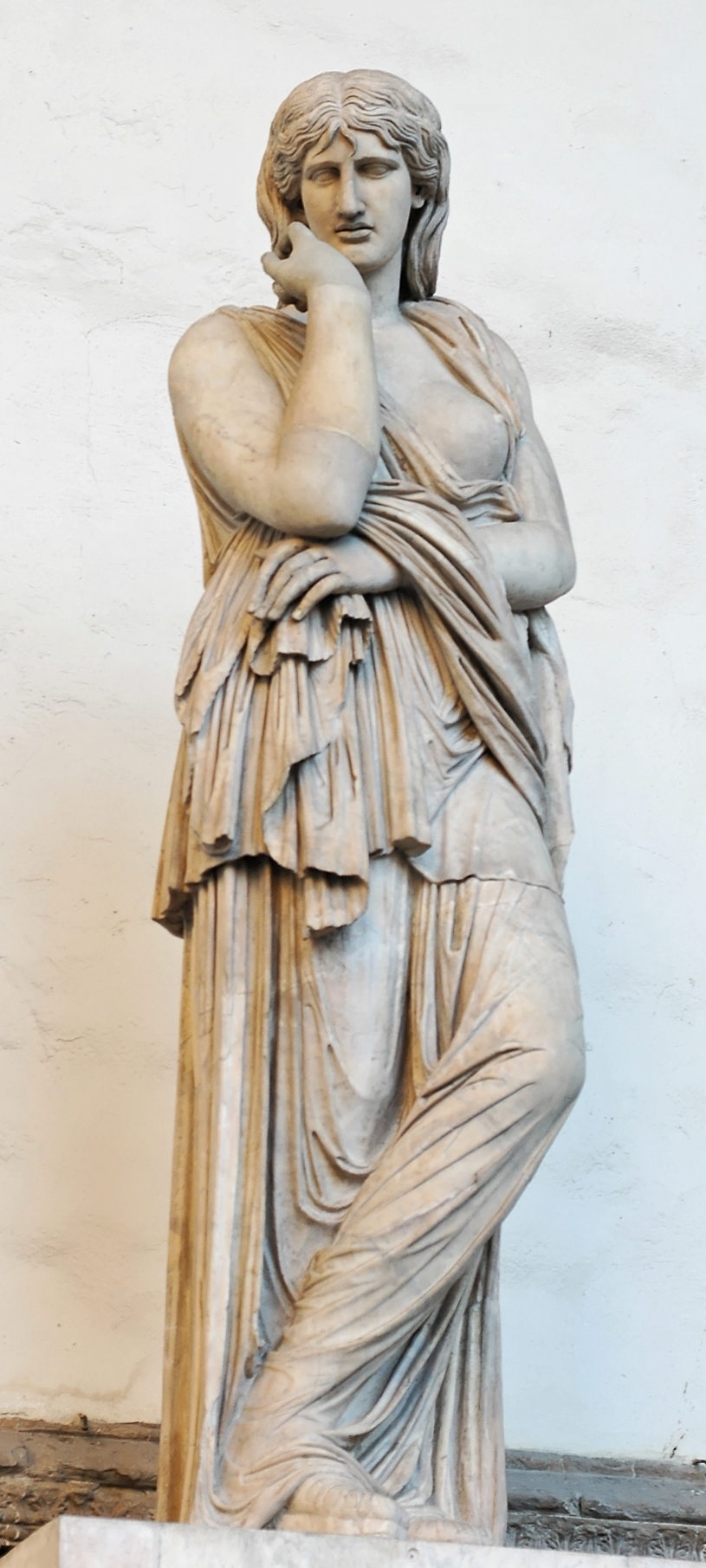
Statue de prisonnière barbare dite « Thusnelda ».

En l'an 16 elle est capturée par Germanicus, un général romain en lutte contre Arminius pour venger le « désastre de Varus » à la Bataille de Teutobourg qui mit fin à l'occupation romaine de la Germanie sous Auguste. Alors qu'elle était enceinte, Germanicus la garde prisonnière et l’emmène comme otage à Ravenne. L'année suivante, elle fut traînée avec son fils, Thumelicus, au triomphe de Germanicus. Quant à Arminius, il fut assassiné quatre ans plus tard par des aristocrates Chérusques qui soupçonnait celui-ci d'aspirer à la royauté, en l'an 21.

## Représentation
- Elle est représentée dans un tableau peint par Karl von Piloty conservé à Munich au Neue Pinakothek.